# Palača Mandalaj
Palača Mandalaj (burmansko မန္တလေး နန်းတော်, izgovarjava: [máɴdəlé náɴdɔ])je v Mandalaju v Mjanmarju in je zadnja kraljeva palača zadnje burmanske monarhije. Zgrajena je bila med letoma 1857 in 1859, ko je vladal kralj Mindon, za novo kraljevo glavno mesto Mandalaj. Načrt zanjo je temeljil na tradicionalni burmanski palačni gradnji, znotraj obzidja, obdanega z jarkom. Palača sama je v središču trdnjave (citadele) in je obrnjena na vzhod. Vse zgradbe so enonadstropne. Število fial na strehah stavb kaže na pomembnost območja.
Palača Mandalaj je bila rezidenca kralja Mindona in kralja Tiba, zadnjih dveh kraljev države. 28. novembra 1885 so med tretjo anglo-burmansko vojno vojaki burmanske vojske vstopili vanjo in prijeli kraljevo družino, tako da ni bila več kraljevsko prebivališče in sedež vlade. Britanci so jo spremenili v trdnjavo z imenom Dufferin po takratnem indijskem podkralju. V britanski kolonialni dobi je bila palača  simbol suverenosti in identitete. Velik del palačnega kompleksa je bil med drugo svetovno vojno uničen zaradi zavezniškega bombardiranja; samo kraljeva kovnica in stražni stolp sta ostala. Replika palače je bila obnovljena v 1990-tih z nekaterimi sodobnimi vrstami materiala.
Danes je simbol Mandalaja in pomembna turistična točka.

## Ime
Palača Mandalaj, uradno ime v Burmi je Mja Nan San Čau (မြနန်း စံ ကျော် [mja̰ nán sàn tɕɔ̀] ali "Znamenita kraljeva smaragdna palača"). Prav tako je znana kot ရွှေ နန်းတော် ကြီး ([ʃwè nán dɔ̀ dʑí]) ali "Velika zlata kraljeva palača".

## Zgodovina
Palača Mandalaj je bila zgrajena, ko so ustanavljali novo glavno mesto Mandalaj februarja 1857.  Veliki deli palače so obnovljeni z deli iz palače Amarapura, ki so jo razstavili in preselili v Mandalaj. 
Načrt palačnega kompleksa je predvideval 12 x 12 velike kvadratne bloke, znotraj tega pa je bila 16 kvadratnih blokov velika kraljeva palača. 413 hektarjev velika citadela je bila obkrožena s štirimi 2032 m dolgimi zidovi in 64 m širokim in 4,6 m globokim jarkom. Na razdalji 169 m vzdolž zidu so bili stolpiči z zlato konico za stražarje. Obzidje je imelo troje vrat na vsaki stranici, dvanajst v celoti, vsaka so predstavljala eno znamenje zodiaka. V citadelo je bilo mogoče vstopiti po petih mostovih, ki so prečkali jarek.  
Gradnja palače se je začela junija leta 1857. Po katastrofalni drugi angleško-burmanski vojni leta 1852 je imelo skrčeno burmansko kraljestvo malo sredstev za gradnjo nove razkošne palače. Nekdanja kraljeva palača Amarapura je bila zato razstavljena in s sloni so jo preselili na novo lokacijo ob vznožju gorovja Mandalaj. Gradnja je bila uradno končana v ponedeljek, 23. maja 1859.
Britanci so palačo po zasedbi izropali, kraljevo knjižnico pa požgali. Nekaj artefaktov, ki so jih odvzeli, je še vedno na ogledu v muzeju Victoria in Albert v Londonu . Britanci so kompleks preimenovali v Fort Dufferin in ga uporabljali za začasno nastanitev vojakov. Med drugo svetovno vojno je bila citadela spremenjena v skladišče za oskrbo Japoncev in je zgorela do tal v zavezniških bombnih napadih. Ostali sta le kraljeva kovnica in stražni stolp.
Obnova palače se je začela leta 1989, vodil jo je oddelek za arheologijo. Ker vladnih sredstev ni bilo dovolj, je bil ustanovljen odbor za obnovo palače s skladi državnega Sveta za ponovno vzpostavitev zakona in reda, ki je prevzel patronat nad projektom. Regionalna vlada Mandalaja, oddelka Magve in Sagaing, sta bila odgovorna za pripravo arhitekturnih načrtov in gradnjo različnih delov palače:
- oddelek Mandalaj: Velika sprejemna dvorana, Levji prestol
- oddelek Magve: Stražni stolp, soba Lilijinega prestola
- oddelek Sagaing; soba Gosjega prestola

Medtem ko je bila celotna zasnova zvesta prvotni, so bile med gradnjo vključene tradicionalne in sodobne gradbene tehnike. Profilirana pločevina je bila uporabljena za pokrivanje streh večine stavb, medtem ko se je v glavnem uporabljal kot gradbeni beton (izvirnik palače je bil zgrajen s tikovino).
Ena od dvoran iz časa, ko je vladal kralj Tibo, je bila razstavljena in obnovljena kot samostan Švenando. To je danes edina preostala glavna struktura prvotne lesene palače.

## Citadela

### Obzidje
Citadela je obdana z obzidjem, sestavljenim iz štirih 2 km dolgih zidov, ki sestavljajo popoln kvadrat, s skupno 48 bastijoni (braniki) v rednih presledkih vsakih 169 m, z zlatimi pjathati ali večnadstropnimi strehami s konicami. Okrog obzidja je  64 m širok jarek in 4,5 m globok. Zidovi, zgrajeni iz običajne burmanske opeke, položene v blatno malto, so 3 m debeli pri dnu in 1,47 m na vrhu; 6,86 m  so visoki, razen tam, kjer je cina in je višina 8,23 m. Topovske strelne line so široke 0,84 m. Za dostop na parapet ob alarmu in med okrepitvijo zidu, je bil za zidom narejen zemeljski, rahlo nagnjen obrambni nasip. Na vrhu je bil 1,83 m širok hodnik, tlakovan z opeko, in je tekel vzdolž zidu za strelnimi linami.

### Vrata
Na vsaki stranici obzidja so trije prehodi eden od drugega in od vogalov v enakih razmikih 508 m. Vrat je 12, vsaka za eno znamenje iz zodiaka. Široka so 4,8 m in na obeh straneh so obdana s polovičnim bastijonom, ki podpira večstopenjski paviljon ali pjathat, ki se dviga nad prehodom. Pjathati nad srednjimi vrati, ki so jih uporabljali kralji, imajo sedem stopenj, medtem ko jih imajo preostali le pet. Od teh dvanajstih vrat so bila ena glavna, osrednja vrata v vzhodni steni, nasproti Velike sprejemne dvorane in Levjega prestola v palači.
Bastijon štrli 7 m iz stene in je 10,36 m širok na vsaki strani prehoda. Na zunanji strani je okrašen s preprostimi frizi in enostavnimi mavčnimi okraski, na notranji strani, ki podaljšuje prehod, pa se dvigne od tal nenadoma, brez podnožja ali frizov. Dve nadstropji stopnic, po ene na vsaki strani prehoda, zagotavljajo dostop do vrha bastijona in zidu. Vsak prehod je opremljen z debelimi lesenimi dvokrilnimi vrati (ki so bila odstranjena po britanski priključitvi).

### Zidani zasloni
Vhod je v vsakem prehodu zaščiten z zidanim zaslonom ali barbakanom, postavljenim nekaj metrov stran od jarka pred vhodom. Je 17,5 m dolg in 5,2 m debel, 1,5 m visok, postavljen na nizek podstavek in z oblegovalnim delom na vrhu. Vrh je okronan s parapetom samo na treh straneh, notranjo stran, obrnjeno proti vratom, so pustili odprto in prosto. Dostop do vrha bi lahko bil s pomočjo lestve, saj ni videti nobene druge naprave. Uporabljal se je kot prvi obrambni del ščita vrat in mostu, nekaj metrov stran. Ob strani tega zaslona je velik tikov steber, ki počiva na opečnem podstavku, stopničastem na obeh straneh, in nosi na vrhu leseno desko, na kateri je vklesan napis z imenom vrat, letom in datumom, ko so bila zgrajena.
Vsaka od štirih sten ima 13 bastijonov, torej skupno 48 za celotno obzidje (bastijon na vogalih je združen v enega, zato jih je 48). Vse vmesne branike so prekrili s paviljonom s petstopenjsko streho. Robne deske teh številnih zatrepnih streh so pokrite z rezbarijami.

### Jarek
Okoli obzidja, na razdalji približno 18 m, je 64 m širok jarek, povprečne globine 4,5 m. Ob napadu sovražnikov, oboroženih s starodavnim orožjem, bi bil ta jarek nedvomno   precej mogočna ovira, saj bi bila vojska popolnoma izpostavljena izstrelkom bojevnikov, zaščitenih za cinami na obzidju in na barbakanah.
Čez jarek je bilo prvotno speljanih pet lesenih mostov, od katerih so štirje vodili do štirih glavnih ali srednjih vrat,  eden na vsaki strani obzidja. Peti je vodil do jugozahodnih vrat, ki se je uporabljal v monarhiji za amingalo ali neugodne priložnosti, ko so odnašali trupla. Britanci so zgradili dva dodatna mostova, enega na jugozahodnem in drugega na severozahodnem vogalu, da bi dovažali surovine in material za čete v trdnjavi.
Pet izvirnih mostov je podobnih po oblikovanju in so v sozvočju z obrambno naravo utrdbe in jarka. Dva zemeljska nasipa, obložena z opečno oblogo, sestavljata opornike, ki segajo v jarek na obeh bregovih. Prostor med njima je razpon, ki ga premoščajo tikovi hlodi naravne velikosti - dolžina dveh od teh hlodov je dolžina mostu. Na obeh koncih ležijo na prečnih tramovih, ki jih podpira pet stebrov, ki so obdani z opornikom; konce hlodov, ki se stikajo na sredini mostu, pa podobno podpira pet velikih lesenih stebrov, njihove glave pa povezujeta dve veliki leseni plošči, ki ležita na podpori tako, da se je dala ob nevarnosti razstaviti cela zgradba.

## Območje palače

### Stolpna ura
Ob vstopu v območje palače z vzhoda, na desni ali na severu, stoji stolp z uro ali bahozin (ဗဟို စင်). To je enostavna zgradba, ki sestoji iz velikega kvadratnega podnožja, na vrhu štirih stebrov je lesena ploščad, prekrita z dvojno streho. Celota je okronana z majhno fialo in htijem ali "dežnikom" (zaslon). S te ploščadi, ki predstavlja minevanje časa, sta mesto redno opozarjala na uro gong in zelo velik boben, to je vsako tretjo uro; dan in noč, vsak razdeljen na štiri ure. Čas so merili z vodno uro, ki je bila sestavljena iz velike posode z vodo, v katero je bila dana medeninasta skleda; na dnu slednje je bila predrta majhna luknja, katere velikost je bila izračunana tako, da je posoda, napolnjena z vodo, padla na dno večje posode v natančnih rednih časovnih presledkih, ki so bile ure.

### Stolp z relikvijo
Južno od stolpne ure, blizu križišča s cesto, je svedauzin (စွယ်တော် စင်) ali stolp z relikvijo z zobom. To je značilnost tradicionalne burmanske arhitekture, stolp z relikvijo ima tri dele - prvi je nizka klet; drugi je pravokotni blok s teraso, ki se dviga iz prvega, in tretji del je komora z relikvijo, na kateri je tristopenjska streha (pjathat). Celota je kronana z običajno fialo in htijem. Ob štirih stranicah kleti in teraso je parapetna ograja, izdelana iz rombastih okraskov; na vseh štirih vogalih so majhni kvadratni stebri, na vsakem je marmornata manusiha ali krilati leogrif; pošast s človeško glavo in dvema trupoma.
Komora z relikvijo na terasi je kvadratna; edini vhod vanjo je na zahodu, po stopnicah, po katerih se pride na vrh terase; te ozke stopnice so zaprte med dve opečni steni, okrašenimi s frizom v treh stopnjah; spodnji konec vsakega friza se zaključi z veliko in elegantno spiralo. To vrsto okrasnih stopnic z manjšimi razlikami v podrobnostih je mogoče videti po vsej Burmi, so iz opeke ali lesa. Stene in streho komore krasijo ljubke mavčne rezbarije.
Čeprav se stavba imenuje Stolp z relikvijo z zobom, v njej ni bilo nikoli zoba, je pa zapisano na njej. Stolp je bil zgrajen samo zato, ker je tradicija, da ima tak stolp kraljevsko mesto, tradicija iz časa kralja Bajinaunga.

### Hluto
Hluto (လွှတ်တော် [l̥ʊʔ tɔ]) ali vrhovno sodišče je stavba,v kateri je sodišče uradno poslovalo. Levji prestol (sihasana) je bil glavni prestol od osmih v palači. Dvorana je sestavljena iz dveh trinadstropnih pokritih lesenih konstrukcij, bogato okrašenih s figurami in cvetjem, podpirajo jo masivni tikovi stebri rdeče barve na dnu in zgoraj pozlačeni. V njej je bil Levji prestol (Sihasana) za kralja.

### Kraljevi mavzolej
Nekoliko severno od stolpne ure je več mavzolejev v spomin na nekatere kraljeve družinske člane. Zgodovinsko najpomembnejši je kralj Mindon, ki je umrl leta 1878. Izvirno ga je iz opeke pjathat, ometane in pobeljene, postavil kralj Tibo v spomin na očeta, takoj ko je bil zgrajen grob. Sobva Jonghve je okrašena kraljeva grobnica s steklenim mozaikom. To je kvadratna struktura, na kateri je sedemstopenjska streha, običajno okrašena s htijem. Drugi mavzoleji so za: Mindon - glavno kraljico, kraljico Laungše - mati kralja Tiba, kraljico Sinbjumajin - mati kraljice Supajalat.

### Kraljeva kovnica
Kraljeva kovnica je le nekaj sto metrov severovzhodno od mavzolejev. Tukaj je bil leta 1865 skovan prvi burmanski kovanec. Po britanski priključitvi se je kovnica uporabljala kot pekarna za čete. To je bil eden izmed redkih objektov v palači, ki je ostal po zavezniškem bombardiranju med drugo svetovno vojno.

### Opazovalni stolp
Nad območjem palače se dviga 24 m visok Nanmjintsaung (နန်း မြင့် ဆောင်) ali opazovalni stolp, zaključen s sedemstopenjsko pjathat. To je bil kraj za nadzor nad mestom.  Kralj in kraljica sta se včasih povzpela nanj, da bi bila priča čudovitemu razgledu na deželo naokrog z reko, hišami in jezeri. Prav tako je bil z njegovega vrha viden veličasten spektakel osvetlitve mesta na festivalu tadindžut (budistični oktober) ob koncu vase (budistični julij). Pravijo, da je bila kraljica Supajalat priča vstopu britanskih vojakov v Mandalaj novembra 1885. Opazovalni stolp med zavezniškim bombardiranjem med drugo svetovno vojno ni bil poškodovan.

## Dvorišče palače
Pot od vzhodnih vrat, ki poteka med Stolpno uro in Stolpom relikvije, vodi k Mje-Nando in Zlati konici nad dvorano Levjega prestola, ki označuje središče mesta. Vsi objekti palače so stali na ploščadi. Slednja je sestavljena iz treh ločenih delov: na vzhodu sta Velika sprejemna dvorana in dvorana Levjega prestola postavljeni na podlagi iz zemlje, obložene z opečnim zidom; celoten zahodni del, od zahodnih najbolj oddaljenih delov do vključno Hman-nana ali Steklene palače, je prav tako postavljen na podlagi iz zemlje, obložene z opečnim zidom; ti dve osnovi sta povezani od Hman-nana do dvorane Levjega prestola s tlemi iz desk na isti ravni s številnimi tikovimi stebri. Celotna ploščad na najdaljši stranici meri 306 m in je na najširšem delu široka 175 m. Višina podlage je 2 m, obložene stene so do višine 3 m od okoliških tal in sestavljajo ograjo 1,2 m nad kletjo. Dostop na višino kleti je po enaintridesetih stopnicah, med katerimi so najpomembnejše tiste na vzhodnih in zahodnih krakih.

### Velika sprejemna dvorana
Ta dvorana je sestavljena iz treh delov: severne (ali leve) sprejemne dvorane in južne (ali desne) sprejemne dvorane; ko je kralj sedel na prestolu s pogledom na vzhod, je bila prva njegova leva in druga njegova desna, zato so tako imenovane. Ta dva dela ali krili sta povezani s prečno ladjo, ki teče od vzhoda do zahoda od stopnic do ograje okrog prestola; ta transept se je imenoval Srednja sprejemna dvorana, saj je bila podprta v desno in levo dvorano. Velika sprejemna dvorana kot celota meri 77,1 m.
Pod ploščadjo palače, na vsaki strani stopnic, na vzhodu, lahko opazimo nekaj starih evropskih topov in blizu njih nekaj kupov topovskih krogel; nekaj drugih predmetov so namestili tudi ob straneh stopnic na zahodu pred palačo.
Velika sprejemna dvorana je bila zgrajena s posebnim poudarkom na zunanji učinek in ta cilj je bil dosežen z rezbarijami in pozlato vseh lesenih delov, ki so na strehah, razen plošč med obema strehama, zatrep, robne in kapne deske so bile zgolj pozlačene. Rezbarija predstavlja nizek relief in je v glavnem sestavljena iz lotosa in listnih trakov na kapnih deskah; robne deske so okrašene s preprostimi spiralami in razposajeno obvladujejo zelo učinkovit okras. Bogastvo okrasja se sicer razkriva na vogalih strešin in točkah zatrepa ter tudi njihovih spodnjih delih. Vogali strešin so obdelani z dvema lesenima deskama, sestavljenima iz več spojenih delov tako, da sestavljajo vogal pod pravim kotom; glavni motivi so vpadljivi - listje, lotos in guilloché.
Kot predstavlja stiliziranega pava - emblem kralja - ki ga prekrivajo fiale; pod kapno desko je obesek obrnjen navzdol. Tak pav je povsod na zatrepih, ki sestavljajo bočni glavič, z obeskom spodaj. Vse te rezbarije, poleg tega pa pozlata, so okrašene tudi s preprostimi steklenini mozaiki. Take podrobnosti so uporabljene tudi v vseh drugih apartmajih.

### Soba z Levjim prestolom
V palači je bilo osem prestolov, od katerih je bil Levji prestol (သီဟာသနပလ္လင်, Sihasana Palanka) največji in veliko bolj izpopolnjeno izdelan kot drugi. Natančna replika enega, ki je bil prej v Hlutu, je zdaj v palači. Samo kralj je imel pravico sedeti na njem: Če bi nanj sedel kdo drug, bi bila to veleizdaja. Osnova je narejena iz dveh lotosov, zgornji, obrnjen leži na vrhu spodnjega. Ta vzorec se v ničemer ne razlikuje od navadnega oltarja, ki podpira tudi Budovo podobo, le v sredini, kjer je najožji, to je tam, kjer se lotosa stikata, je majhen trak, ki vsebuje vrsto niš, z eno nekoliko večjo med njimi. V teh nišah so bile majhne figure levov poleg dveh večjih, ki sta zdaj na vsaki strani prestola. Dostop do prestola je bil s pomočjo stopnic v prostoru za njim, iz njih se izstopi skozi drsna rešetkasta vrata iz pozlačenega železa.
Drugi prestoli so bili: prestol Hintha, slonov prestol (Džajasana), v Bjedaiku (dvorana državnega sveta), prestol Tinga, jelenov prestol (Migasana), pavov prestol (Marurasana),  lilijin prestol in čebelji prestol (Bhamarasana).

### Steklena palača
Hmanandaudži ali Steklena palača je največja in velja za eno najlepših stanovanj v palači. Verjamejo, da je to bilo glavno dnevno bivališče kralja Mindona v palači. Kot vse prestolne sobe je bila tudi ta razdeljena z leseno pregrado na dva dela.
V vzhodnem delu je Čebelji prestol (Bhamarasana). Okrašen je bil s figurami čebel v majhnih nišah na dnu podstavka. Tukaj so bile slovesnosti ob imenovanju glavne kraljice in za kraljeve svate. Tukaj sta kralj in kraljica praznovala burmansko novo leto, tukaj je potekalo uradno preluknjanje ušes mladih princes. Truplo kralja Mindona naj bi leta 1878 ležalo v tej sobi.
Zahodni del, ki je bil razdeljen na več manjših, je bil glavno prebivališče Mindona in nobeni drugi osebi ni bilo dovoljeno, da bi tam spala, razen štirih glavnih kraljic. Za vsako od njih je bila določena soba v bližini kraljeve spalnice, ki je bila sestavljena iz majhne sobe, v kateri je bil pjathat ali majhen zvonik, sestavljen iz sedemstopenjske strehe, podobne zlati konici nad Levjim prestolom v palači. Ta pjathat je bil iz pozlačenega bakra. Na vsaki strani te konice sta bila ves čas odprta dva bela dežnika. Dame, ki so čakale na vstop v Stekleno palačo, so bile obrnjene in nameščene okoli zahodne sobe. Njihovim kraljicam ali princesam ali manjšim kraljicam ni bilo dovoljeno vstopiti v ta prostor s copati ali zlatimi dežniki: morale so jih pustiti pri vhodu svojim spremljevalcem.
Ko je vladal kralj Tibo, je imela kraljica Supajalat v tem zahodnem delu majhno sobo zase.

## Galerija
- V palači
- Kraljičini prostori
- Dvorana Lilijinega prestola, 1903
- Lilijin prestol
- Kraljičina kopalnica